# Шушенски бор
Шушенски бор (рус. национальный парк «Шушенский бор») ("Sushenshky Forest") састоји се од две репрезентативне шуме на крајњем југозападу Сибира, на северном делу планине Западни Сајан. Северни део је шумска степа, а јужни део је планинска четинарска шума. Јужни део парка је оивичен вештачким језером на реци Јенисеј иза Сајано-Шушенске хидроелектране, највеће хидроелектране у Русији. Шума представља важан биодиверзитет и има рекреативни значај за планинарење и туристе. Налази се у Шушенском дистрикту у Краснојарској Покрајини.

## Топографија
Шума се састоји од две секције: мање ("Перовски"), која је релативно равна шумска степа, 60 км северно од планинског венца Западни Сајан, и много веће "Планинске секције" на северним падинама Западног Сајана. Шума показује транзицију између две климатске зоне – шумске степе и тајге, као и различите врсте дрвећа и шума на различитим висинама. Перовски део (зона шумске степе, 4,410 ха) и Планински део (Западни Сајан, 34,760 ха) имају заједно површину од 39170 ха.
Западну и јужну границу парка формира Сајано-Шушенско језеро, јужно од Сајано-Шушенске хидроелектране.
Планинском секцијом доминира масив Борус, високи гребен са пет врхова. Највећи врх је Мт. Поилово висок 2,309 m.

## Клима и екорегион
Клима у националном парку Шушенски бор је " умереноконтинентална клима" (Кепенова класификација климата Dfb), са великим сезонским температурним променама, са врућим и сувим летима, и хладном зимом.
Планинска секција Шушенског бора припада екорегиону "Четинарска шума планине Сајан" (WWF ID#509). Овај екорегион обухвата средишњи део сибирских планина, у транзиционој зони између сибирске тајге и монголске степе. Флора и фауна у парку су различите у зависности од рељефа и надморске висине парка.

## Флора
Изузев тундре на врху масива Борус, шума спада у субалпску зону и подељена је на три подзоне. Преко 1,400 m преовладава тајга са светлоигличастим четинарима. Од 900 до 1,400 m је тајга са тамноигличастим четинарима. Испод 900 m је тајга црног бора на богатом алувијалном земљишту. У пролеће, алпске ливаде озелене и процветају.

## Фауна
Парк насељавају бројни сисари као што су: зец, црвена веверица, мрки медвед, лисица, јелен, срна, мошусни јелен, лос, и дивља свиња. Подаци о птицама указују на присуство 272 врсте, укључујући сурог орла (Aquila chrysaetos), орла рибара (Pandion haliaetus), и црне роде (Cinonia nigra).

## Туризам
Планинарење и екотуризам су популарни због удаљености и разноликости терена, биљака и животиња.. Постоје развијене едукативне стазе, а парк нуди водиче и услуге. Посетиоци морају да се пријаве и купе улазницу за планинску секцију парка. У парку се такође организују пловидбе језером (које се понекад назива "Сајанско море").